# 2008 TC3
Météorite d'Almahata Sitta
Pour l’article homonyme, voir TC3 (technologie des catalogues 3D).
2008 TC3 (désignation temporaire du Catalina Sky Survey 8TA9D69) est un astéroïde géocroiseur de deux à cinq mètres de diamètre ayant heurté la Terre le 7 octobre 2008 à 2 h 46 UTC. Il a la particularité d'être le premier astéroïde détecté et suivi dans l'espace avant sa chute sur Terre.

## Suivi dans l'espace et impact
Il est découvert environ deux jours avant son impact par Richard A. Kowalski du Mount Lemmon Survey faisant partie du Catalina Sky Survey. Les seuls indices de l'impact, à la frontière du Soudan et de l'Égypte, sont un écho d'infrason obtenu par un réseau d'écoute au Kenya, et un flash observé par l'équipage d'un avion de ligne de la compagnie KLM préalablement prévenu de l'imminence du passage de l'aérolithe. L'astéroïde pénètre dans l'atmosphère terrestre avec une vitesse de 12,4 km/s et une incidence presque rasante de 20°. Sa taille est comprise entre 2 et 5 mètres et son énergie cinétique est équivalente à celle produite par environ 1 kilotonne de TNT. La pénétration dans l'atmosphère est observée à une altitude de 65,4 kilomètres et l'astéroïde explose moins de 2 secondes plus tard à une altitude de 37 kilomètres. L'explosion à une altitude aussi élevée permet d'exclure un astéroïde métallique. Les recherches au sol effectuées après cet événement ont permis, courant 2008, de recueillir 47 fragments, représentant une masse totale de 3,955 kg.

## Expédition terrestre

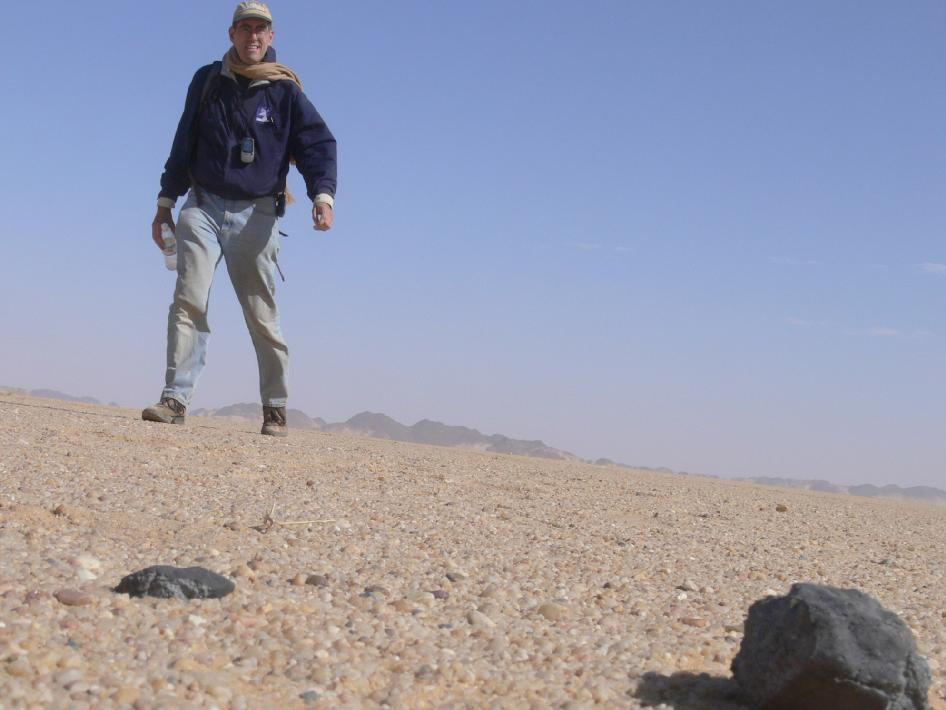
Fragment de 2008 TC3 découvert le 28 février 2009 par Peter Jenniskens, avec l'aide d'enseignants et d'étudiants de l'université de Khartoum, dans le désert nubien au Soudan.

Peter Jenniskens de l'institut SETI de Mountain View en Californie et Muawia Hamid Shaddad, astronome à l'université de Khartoum au Soudan, qui avait récolté des photographies de l'astéroïde prises par des personnes de la région, ont mis sur pied une expédition en vue de retrouver des débris de l'astéroïde. Ils parviennent à leur but, les débris de l'astéroïde étant noirs ressortant bien sur le sol sableux du désert au nord du Soudan non loin de la frontière égyptienne. Les morceaux de 2008 TC3 ainsi recueillis constituent une météorite poreuse et fragile, dont l'étude minéralogique montre qu'il s'agit d'une uréilite, un type assez rare d'achondrite. Cette récupération d'un corps extraterrestre sur le sol terrestre, préalablement repéré de façon formelle dans l'espace, est une première mondiale.
La météorite a été nommée officiellement Almahata Sitta, du nom de la gare soudanaise la plus proche, en conformité avec les règles de la Meteoritical Society.

## Intérêt pour l'étalonnage des observations astronomiques
La composition des astéroïdes dans l'espace est évaluée grâce à leur réponse spectrale, mesurant la lumière réfléchie à leur surface. Celle des météorites est connue avec l'analyse des fragments retrouvés sur Terre.
Ces deux informations sont connues pour 2008 TC3, ce qui laisse espérer un étalonnage des observations astronomiques, en reliant ces mesures.